# Tirreno-Adriatico 2000
Tirreno-Adriatico 2000 est la 35e édition de la course cycliste par étapes italienne Tirreno-Adriatico. L’épreuve se déroule entre le 8 et le 15 mars 2000, sur un parcours de 1 242,5 km.
Le vainqueur de la course est l'Espagnol Abraham Olano (ONCE).

## Classements des étapes
| Étape | Date    | Villes étapes                      | km    | Vainqueur d’étape | Leader du classement général |
| ----- | ------- | ---------------------------------- | ----- | ----------------- | ---------------------------- |
| 1     | 8 mars  | Sorrente - Sorrente                | 131,0 | Óscar Freire      | Óscar Freire                 |
| 2     | 9 mars  | Sorrente - Aversa                  | 189,0 | Ján Svorada       | Romāns Vainšteins            |
| 3     | 10 mars | Aversa - Santuario dell'Addolorata | 160,0 | Laurent Jalabert  | Laurent Jalabert             |
| 4     | 11 mars | Isernia - Luco dei Marsi           | 207,0 | Erik Zabel        | Laurent Jalabert             |
| 5     | 12 mars | Ascoli Piceno (clm)                | 26,5  | Abraham Olano     | Abraham Olano                |
| 6     | 13 mars | Montenagraro - M. San Giusto       | 149,0 | Óscar Freire      | Abraham Olano                |
| 7     | 14 mars | Teramo - Torricella Sicura         | 214,0 | Michael Boogerd   | Abraham Olano                |
| 8     | 15 mars | S.B del Tronto - S.B del Tronto    | 166,0 | Romāns Vainšteins | Abraham Olano                |

## Classement général
|    | Cycliste              | Pays      | Équipe            | Temps            |
| -- | --------------------- | --------- | ----------------- | ---------------- |
| 1  | Abraham Olano         | Espagne   | ONCE              | 36 h 03 min 30 s |
| 2  | Jan Hruška            | Tchéquie  | Vitalicio Seguros | + 10 s           |
| 3  | Juan Carlos Domínguez | Espagne   | Vitalicio Seguros | + 18 s           |
| 4  | Laurent Jalabert      | France    | ONCE              | + 38 s           |
| 5  | Marco Serpellini      | Italie    | Lampre-Daikin     | + 46 s           |
| 6  | Jens Voigt            | Allemagne | Crédit agricole   | + 52 s           |
| 7  | Marc Wauters          | Belgique  | Rabobank          | + 55 s           |
| 8  | David Plaza           | Espagne   | Festina           | + 1 min 02 s     |
| 9  | Gabriele Colombo      | Italie    | Cantina Tollo     | + 1 min 04 s     |
| 10 | Romāns Vainšteins     | Lettonie  | Vini Caldirola    | + 1 min 23 s     |